# Листонов нож
Листонов нож јесте посебна врста хируршког инструмента у облику дугачког танког челичног сечива са двостраном оштрицом и ручком од ебановине, који је у 19. веку коришћен за ампутацију удова.

## Епоним
Листонов нож носи назив по његовом конструктору Роберту Листону (1794-1847) шкотском хирург познат по својој вештини и брзини хируршке интервенције у ери пре анестезије, када је брзина била посебно важна у смислу што крачег трајања бола и преживњавање пацијента након хируршке интервеницје.   

## Изглед
Нож је направљен од висококвалитетног метала (челика) и имао је типичну дужину двостраног сечива од 6–8 инча. Кроз историју хирургије хируршки ножеви за ампутацију јавњали су се у много различитих облика и измењеног изгледа између 1840. године и Америчког грађанског рата. Ове промене одражавале су промене у техникама које су хирурзи и произвођачи хируршких ножева користили током овог периода.   
Оштрице за ампутацију у 18. веку све до 1840-их  позната је по свом карактеристичном сечиву закривљеном на доле. Да би до 1870. година сечива за ампутацију постајало све равнија и више је личило на европски стил "Листоновог ножа".  Након што се Кримски рат завршио 1856. године, на изглед ножа вероватно је утицао амерички грађански рат па је његово сечиво постало витко  у односу на  оригиналног сечива ножа др Листона.
Колекционари примећују да су дршке на ранијим ножевима (пре 1850. године) биле много веће и теже конструкције.
Развој сечива за ампутацију помиње се у бројним медицинским уџбеницима из историје медицине. Па се тако у Приручнику за хируршке операције, Медицинског одељења САД, из 1863. године, који је током грађанског рата написао Степхен Смитх, МД, наводе различити цртежи Листоновог ножа из медицинске литературе, који се приписују Bourgery-у & Jocob-у.

## Листонов нож у популарној култури
Нож се у популарној култури повезивао са фикцијом Џека Трбосека због помињања у графичком роману „Из пакла“  мелодрами у шеснаест чинова  Алана Мура , који је илустровао Еди Кембел, објављеном у засебним издањима од 1989. до 1998. године. Роман говори о серији бруталних и мистериозних убистава у Вајтчепелу и слободно тумачи мотиве и личност манијака Џека Трбосека. Заплет се заснивао на верзији да је убица био краљевски лекар Вилијам Гал. Године 2001. објављена је истоимена филмска адаптација са Џонијем Депом у главној улози.
Листон нож се појављује као оружје у видео игрици Вампир из 2018. године Такође је овај нож представљен и у видео игрици Days Gone из 2019. као предмет који играч може да користи поред ватреног и другог оружја да би се одбранио од непријатељских разбојника и „наказа.